# 随你怎么说
随你怎么说是美國創作歌手泰勒絲的一首歌曲，收錄於其第6張錄音室專輯《舉世盛名》中，於2017年11月3日首播作為專輯的第二張宣傳單曲發行。

## 背景
随你怎么说由泰勒絲和杰克·安东诺夫共同創作及共同製作，對於這首歌，安東諾夫曾推文表示：“很榮幸能參與随你怎么说的創作及製作，這首歌真的對我來說真的是一件大事。”2017年11月2日，泰勒絲在其Twitter帳戶上宣佈將在美東時間11月3日午夜發佈一首名為随你怎么说的新歌，並附上了一張寫著幾句歌詞的圖片。

## 詞曲
随你怎么说的曲風為中速的合成器流行，歌曲的共同製作人杰克·安东诺夫發推表示随你怎么说以“MPC、帶電调制、DX7琴和泰勒絲人聲取樣”製作完成。其歌詞提到泰勒絲和她的現任男友喬·歐文的低調愛情。此外，歌詞還和泰勒絲與凱文·哈里斯和湯姆·希德斯頓的高調分手、與肯伊·威斯特和金·卡達夏的爭執，還有泰勒絲在超級盃表演後暫時消失在聚光燈下相關。

## 認證
| 地區                                   | 认证 | 认证单位/销量 |
| -------------------------------------- | ---- | ------------- |
| 澳大利亚（澳大利亚唱片业协会）         | 金   | 35,000‡       |
| 美国（美國唱片業協會）                 | 金   | 500,000‡      |
| ^僅含認證的出貨量 ‡僅含認證的+實際銷量 |      |               |